# Кадиш (Секретные материалы)
«Кадиш» (англ. «Kaddish») — 15-й эпизод 4-го сезона сериала «Секретные материалы». Главные герои серии — Фокс Малдер (Дэвид Духовны) и Дана Скалли (Джиллиан Андерсон), агенты ФБР, расследующие сложно поддающиеся научному объяснению преступления, называемые Секретными материалами.
В данном эпизоде Малдер и Скалли расследуют загадочные убийства молодых неонацистов. Найденные на месте убийств отпечатки пальцев принадлежат Исааку Лурье, владельцу магазина, убитому этими неонацистами ранее. Вопреки различным обстоятельствам, Малдер приходит к выводу, что неонацистов убивает Голем — мифологическое существо, которое мстит за смерть Лурье. Эпизод принадлежит к типу «монстр недели» и никак не связан с основной «мифологией сериала», заданной в первой серии. Название эпизода является отсылкой к еврейской молитве.
«Кадиш» вышел в эфир на канале Fox 16 февраля 1997 года. По шкале Нильсена эпизод получил рейтинг 10,3 с 15-процентной долей, что означает, что из 10,3 процента телевизором оборудованных домохозяйств 15 процентов работавших телевизоров были настроены на канал Fox. Таким образом, премьеру эпизода смотрели примерно 16,56 млн зрителей.

## Сюжет
В Бруклине, Нью-Йорк, группа евреев-хасидов хоронит молодого мужчину — Исаака Лурье. Лурье был избит и застрелен тремя молодыми неонацистами в своём магазине. Первыми с похорон уходят невеста Лурье, Ариэль, и её отец Якоб Вайс. Ночью тёмная фигура на кладбище лепит из земли человеческую фигуру и уходит, оставляя дышащую фигуру лежать под дождём.
Когда один из атаковавших Лурье неонацистов найден в своей квартире повешенным, а на месте преступления обнаружены отпечатки пальцев Лурье, Малдер и Скалли приезжают расследовать этот загадочный случай. Скалли считает, что убийство — это месть, а отпечатки Лурье подброшены, чтобы запутать следствие. Агенты просят Ариэль и её отца дать разрешение на эксгумацию могилы Лурье, что приводит Якоба Вайса в ярость.
Опросив Курта Бранжеса, расистски настроенного владельца копировальной мастерской рядом с магазином Лурье, агенты подозревают его в организации убийства. Не имея доказательств, Малдер говорит Бранжесу, что жизнь двух других неонацистов (убийство Лурье было записано камерой видеонаблюдения) в опасности. Непосредственный убийца Лурье, Тони Оливер, в это время слушает разговор, находясь в подсобном помещении магазина Бранжеса. Услышав от Скалли, что Лурье, возможно, восстал из мёртвых, Оливер с третьим участником убийства, Клинтоном, едут ночью на кладбище и раскапывают могилу Лурье, чьё тело лежит в гробу. Когда Клинтон убегает к машине за инструментом, его кто-то убивает.
Исследуя место преступления на следующее утро, Малдер и Скалли находят в изголовье гроба Лурье книгу еврейской мифологии на имя Якоба Вайса, которая внезапно самовозгорается. Найдя Вайса в синагоге, агенты обнаруживают там же повешенное тело Оливера. Вайс признаётся в обоих убийствах, но Малдер ему не верит и считает, что настоящим убийцей является Голем — мифологический монстр, представляющий собой тело без души. Малдер отпускает Вайса из-под стражи.
Бранжеса убивают в его мастерской. На видеоплёнке Малдер и Скалли видят похожего на Лурье человека. Малдер делает вывод, что, поскольку Ариэль и Исаак не успели пожениться, Ариэль создала Голема в попытке возродить погибшего возлюбленного, либо Голема создал отец Ариэль для отмщения.
Ариэль приходит в синагогу с церемониальным брачным кольцом, чтобы вступить в брак с Лурье. Вайс находит её там и пытается отговорить, но Голем нападает на него и душит. Малдер и Скалли, догадавшиеся о местонахождении Ариэль по пропавшему из её квартиры кольцу, приезжают в синагогу, где находят еле живого Вайса и видят, как Ариэль и Голем сочетаются браком. Голем пытается убить Малдера, но лишь ранит его. Ариэль останавливает Голема и, признавшись Исааку в любви, обращает его в землю.

## Производство

### Сценарий
Я был заинтригован мифом о Големе ещё с детства. В самом начале «Секретных материалов» четыре года назад я вернулся к нему, но по той или иной причине убедился в том, что этого не надо делать или не понял как я бы хотел это сделать.
Автором сценария «Кадиша» стал Говард Гордон. Этнический еврей, Гордон, решил отдать дань уважения своему народу, заметив, что «мы никогда не раскрывали в сериале тему ужасов антисемитизма и могущества слова. Поскольку я являюсь евреем, эта тема меня очень волновала лично». Идея создать сюжет, закрученный вокруг Голема, выдвигалась и ранее. По словам Гордона, её предлагал «каждый сценарист еврейского происхождения, который проходил мимо». Название эпизода является отсылкой к еврейской погребальной молитве.
Гордон утверждал, что хотел написать подобный сценарий, начиная с первого сезона, но тогда ему не хватало «эмоциональной основы». Вдохновением стало церемониальное кольцо, которое появляется в эпизоде. Кольцо в действительности было еврейской реликвией и принадлежало раввину, пережившему Холокост. Раввин использовал это кольцо в церемонии, когда двое друзей Гордона сочетались браком. Во время свадьбы Гордону пришла на ум идея создать сюжет, похожий на «Ромео и Джульетту», где любовь воскрешала бы из мёртвых.
Чтобы увеличить шансы на утверждение эпизода в производство, Гордон включил в сценарий элементы антисемитизма. Однако изначально в качестве протагонистов и антагонистов эпизода предполагались афроамериканцы, тогда как главный злодей был «подобием Луиса Фаррахана». Позднее Гордон переписал сценарий, объяснив это тем, что «чёрный антисемитизм — очень малозаметный и трудный предмет, и он совсем не подходил для построенной мной драматической структуры».
Для создания пропагандистских листовок Бранжеса Гордон связался с Антидиффамационной лигой и запросил экземпляры антисемитской литературы. Полученные образцы использовались в эпизоде с небольшими изменениями содержимого. Эпизод Гордон посвятил памяти своей бабушки — Лиллиан Кац.

### Подбор актёров и их роли
Роль Ариэль исполнила Джастин Мичели. Актриса не является еврейкой по происхождению, поэтому для вхождения в образ попросила помощи у друга, который познакомил её с раввином местной синагоги. В частности, раввин обучал Мичели правильному произношению еврейских молитв. В трагический образ Ариэль Мичели привнесла и боль собственных переживаний от утраты отца, незадолго до этого скончавшегося от рака.
В изображении Якоба Вайса Гордон старался максимально избегать стереотипов. Сценарист поначалу даже очень расстроился, услышав в речи актёра Дэвида Гро явный еврейский акцент, так как посчитал, что подобная манера разговора может «довольно легко превратиться в пародию». Впрочем, потом Гордон заявил, что с учётом «подлинной» внешности Гроха, его акцент «пришёлся ко двору».
Многие поклонники сериала ожидали, что в эпизоде будет дан ответ на вопрос является ли евреем Малдер. Но по сюжету Малдер не знает иврита и сухо шутит по поводу «возвращения одного еврея из мёртвых». На вопрос, является Малдер евреем или нет, Гордон ответил, что он так не думает и даже не представляет, что Малдер мог быть хотя бы «наполовину евреем».

### Съёмки
Натурные съёмки проводились в Гэстауне, районе Ванкувера, описанном создателями серии как "единственный район в Ванкувере, отдалённо напоминающий спальные районы Куинс. Тяжело дались съёмки сцены с самовозгорающейся книгой. По неизвестной причине, необходимая для сцены пиротехника отказывалась работать. Сцены в квартире Вайса снимались в отеле «Winter’s». Съёмочная группа сначала хотела снять со здания неоновые буквы, но режиссёр эпизода, Ким Мэннерс, предпочёл просто передвинуть камеру на несколько футов вбок, чтобы отсветы неоновых огней не попадали в камеру. Мэннерс объяснил своё решение финансовыми ограничениями.
Неожиданностью для съёмочной группы стали отказы местных синагог выделить собственные помещения для съёмок. Сцены в синагоге на самом деле снимались в Объединённой церкви Канады, выбранной благодаря своему «готическому интерьеру» и витражным стёклам, которые делали сооружение похожим на многие нью-йоркские синагоги. Церковь была зарезервирована на две недели для работы декораторов, которые поменяли скамейки для прихожан, ковровое покрытие и освещение, а также сделали биму (возвышение для чтения священных книг в синагогах). Изначально планировалось, что рядом с бимой будут написаны 10 заповедей на иврите, но консультант-переводчик оказался недоступен в нужный момент. Художник эпизода Гари Аллен впоследствии признался, что из-за сжатых временных рамок декораторам пришлось выдумать «фальшивый текст».
Композитор сериала Марк Сноу сочинил мелодию, в которой сочетались кларнет, скрипка и виолончель. По собственному признанию, Сноу взял какие-то элементы из фуги соль-минор (BWV 578) Иоганна Себастьяна Баха. Он отметил, что «целью было создать нечто среднее между клезмером и „Списком Шиндлера“».

## Темы
По словам Говарда Гордона, центральной идеей эпизода является любовь. Хотя в мифе о Големе у существа нет души, сценарист «позволил себе кое-какие вольности» с легендой. Гордон хотел, чтобы «Кадиш» стал «в буквальном смысле, о воскрешении». Ариэль создаёт неполноценное отражение своего мужа, вылепив его из земли. В какой-то степени Ариэль пытается играть роль Бога, и Гордон впоследствии сравнил её с Виктором Франкенштейном — учёным из знаменитого романа Мэри Шелли «Франкенштейн, или Современный Прометей» (1823). Однако Ариэль отличается от Франкенштейна тем, что её слабость — «это бесконечная любовь к Исааку, нежелание его „отпустить“ из-за той жестокости и несправедливости, которая на неё обрушилась».
Роберт Ширман и Ларс Пирсон в книге «Wanting to Believe: A Critical Guide to The X-Files, Millennium & The Lone Gunmen» (рус. Желая верить: Критический путеводитель по „Секретным материалам“, „Тысячелетию“ и „Одиноким стрелкам“) проанализировали как Гордон изображает расизм и антисемитизм. Авторы написали, что Гордон делает «очень убедительное заявление», говоря, что подстрекатели вроде Бранжеса, которые открыто ненавидят другие культуры, но никогда бы лично не рискнули бы открыто им вредить, точно также виновны как и те, кто прибегает к прямому насилию как «трое нацистских бандитов», убивающие беззащитного Лурье.

## Эфир и отзывы
«Кадиш» вышел в эфир на канале Fox 16 февраля 1997 года. По шкале Нильсена эпизод получил рейтинг 10,3 с 15-процентной долей, что означает, что из 10,3 процента телевизором оборудованных домохозяйств 15 процентов работавших телевизоров были настроены на канал Fox. Таким образом, премьеру эпизода смотрели примерно 16,56 млн зрителей.
Эпизод получил неплохие отзывы от телекритиков. Энди Мейслер в книге «I Want to Believe: The Official Guide to the X-Files Volume 3» (рус. Хочу верить: Официальный путеводитель по «Секретным материалам» Том 3) назвал эпизод «одним из лучших эпизодов четвёртого сезона, не являющихся частью „мифологии“», благодаря «безупречному слиянию характеров персонажей, социального комментария и сверхъестественного». Джульет Харрисон из «Den of Geek» назвала «Кадиш» «лучшим эпизодом четвёртого сезона», отметив закрутку сюжета как «абсолютно реальную и предельно трагическую», несмотря на её «очень фантастическую» природу. Зак Хэндлен, обозреватель «A.V. Club», оценил эпизод на «B+» (три с половиной балла по четырёхбалльной шкале), отметив, что это «тот тип эпизода, который лучше воспринимается, если просто наслаждаться стилем и презентацией, не особо вдаваясь в сценарий». Правда, Хэндлен критично отозвался о действиях Скалли, заметив, что её «научные контраргументы выглядят не трезвым научным подходом к безумию, а спором ради спора».
Ширман и Пирсон присудили «Кадишу» три звезды из пяти, назвав серию «одной из лучших за авторством Гордона». Более того, авторы оценили и сценарий: особое впечатление на них, в частности, произвела «настоящая злость», сделавшая эпизод «каким-то особенным». Несмотря на это, они написали, что сюжет «не предложил ничего неожиданного», а его очерёдность после известия, что у Скалли — рак, в эпизоде «Леонард Беттс», сделала «Кадиш» похожим на «измену последствиям болезни Скалли». Пола Витарис из журнала Cinefantastique присвоила «Кадишу» три звезды из четырёх, назвав его «несовершенным, но необычайно трогательным» эпизодом". Витарис отметила, что разрушение Голема как «лейтмотив, напоминание о смерти — это красивый способ транслировать глубину горя Ариэль в визуальные образы».